# 馬瑟威爾
馬瑟威爾（英語：Motherwell）是英國蘇格蘭的一座城鎮，在行政區劃上屬於北拉納克郡。在1920年和威蕭合併之前是一座自治都市。馬瑟威爾曾是蘇格蘭製鐵業的中心城市。據2001年人口統計，馬瑟威爾有人口30，311人。